# Armin Niederer
Armin Niederer, né le 28 février 1987, est un skieur acrobatique suisse spécialiste du skicross. 

## Carrière
Après avoir participé à diverses compétitions de ski alpin, il a débuté en Coupe du monde en mars 2007 à Flaine puis s'est classé troisième des Championnats du monde juniors à Airolo. Lors de la saison 2009-2010, Niederer arrive deuxième de la manche de La Plagne et remporte sa première course à Nakiska en décembre 2012.

## Palmarès

### Jeux olympiques
| Édition/Discipline    | skicross |
| JO 2014 à Sotchi      | 7e       |
| JO 2018 à Pyeongchang | 5e       |

### Championnats du monde
| Édition/Discipline             | skicross |
| Mondiaux 2009 à Inawashiro     | 19e      |
| Mondiaux 2011 à Deer Valley    | 9e       |
| Mondiaux 2013 à Voss-Myrkdalen | Abandon  |

### Coupe du monde
- Meilleur classement général : 8e en 2013.
- Meilleur classement en skicross : 2e en 2013.
- 8 podiums dont 2 victoires.

#### Détails des victoires
| Édition / Épreuve | Skicross            |
| 2013              | Nakiska Val Thorens |

#### Différents classements en coupe du monde
| Année/Classement | Année/Classement | Général | Général | Skicross | Skicross |
| ---------------- | ---------------- | ------- | ------- | -------- | -------- |
| Année/Classement | Année/Classement | Class.  | Points  | Class.   | Points   |
| 2007             | 2007             | 151e    | 1       | 39e      | 4        |
| 2008             | 2008             | 161e    | 2       | 51e      | 16       |
| 2009             | 2009             | 36e     | 23      | 11e      | 211      |
| 2010             | 2010             | 48e     | 15      | 14e      | 162      |
| 2011             | 2011             | 37e     | 23      | 11e      | 251      |
| 2012             | 2012             | 42e     | 21      | 12e      | 210      |
| 2013             | 2013             | 8e      | 51      | 2e       | 514      |
| 2014             | 2014             | 22e     | 34      | 5e       | 376      |